# Dracontium prancei
Dracontium prancei är en kallaväxtart som beskrevs av Guang Hua Zhu och Thomas Bernard Croat. Dracontium prancei ingår i släktet Dracontium och familjen kallaväxter. Inga underarter finns listade.